# Rabat Ajax Football Club
El Rabat Ajax Football Club es un equipo de fútbol de Malta que juega en la Segunda División de Malta, la tercera liga de fútbol más importante del país.

## Historia
Fue fundado en el año 1930 en la ciudad de Rabat con el nombre Rabat Rovers y desde ese entonces ha cambiado de nombre, como:
- 1937: Se fusionó con el Rabat Rangers y el Old City para crear al Rabat Zvanks
- 1938: Cambió de nombre por el de Rabat FC
- 1980: Se fusionó con el Rabat Ajax para crear al Rabat Ajax FC

Posee una rivalidad de ciudad con el Dingli Swallows FC y ha sido campeón de liga en 2 ocasiones, ha ganado 1 título de Copa en 2 finales jugadas y 2 títulos de supercopa.
A nivel internacional ha participado en 4 torneos continentales, en los cuales jamás ha superado la Primera Ronda.

## Palmarés
- Premier League de Malta: 2

1985, 1986
- - Subcampeón: 1

1984
- Copa Maltesa: 1

1986
- - Finalista: 1

1954
- Supercopa de Malta: 2

1985, 1986

## Participación en competiciones de la UEFA
| Temporada | Torneo                       | Ronda         | Club                | Casa | Visita | Global |
| --------- | ---------------------------- | ------------- | ------------------- | ---- | ------ | ------ |
| 1983/84   | Copa UEFA                    | Primera Ronda | FK Inter Bratislava | 0-10 | 0-6    | 0-16   |
| 1984/85   | Copa UEFA                    | Primera Ronda | FK Partizan         | 0-2  | 0-2    | 0-4    |
| 1985/86   | Liga de Campeones de la UEFA | Primera Ronda | AC Omonia Nicosia   | 0-5  | 0-5    | 0-10   |
| 1986/87   | Liga de Campeones de la UEFA | Primera Ronda | FC Porto            | 0-1  | 0-9    | 0-10   |

## Entrenadores destacados
- Paddy Sloan
- Joe Cilia
- Zija Yildiz

## Jugadores

### Jugadores destacados
- Roderick Asciak
- Charles Azzopardi
- Edward Azzopardi
- Martin Scicluna
- Carmel Busuttil
- Drasko Braunovic
- Dennis Cauchi
- Michael Cutajar
- Iordan Filipov
- Joe Galea
- Andy McGonigle
- Adrian Mifsud[2]
- Mark Miller
- Clive Mizzi
- Alfie Pearson
- Vesko Petrovic
- Paul Said
- Charles Scerri[3]
- Charles Sciberras
- Paddy Sloan
- Charlie Theuma[4]
- Silvio Vella[5]
- Jeff Wood
- Paul Zammit
- Ziya Yildiz
- Michael Micallef